# Rwashi
Rwashi, aussi écrit Ruashi, est une commune du nord-est de la ville de Lubumbashi, située en République démocratique du Congo. Elle fut créée en 1956 pour répondre à l’urbanisation croissante de la ville.

## Géographie

### Localisation
La commune de Rwashi est l’une des sept communes qui composent la ville de Lubumbashi. C’est une entité territoriale décentralisée dotée d’une personnalité juridique et jouissant de la libre administration, selon la constitution de 2006.
La commune tire son nom du ruisseau « Lwashi » dont la source se situe au niveau des remblais de la mine de Rwashi et jette ses eaux dans la rivière Luano. 

### Quartiers
- Bendera 1
- Bendera 2
- Congo 1
- Congo 2
- Luano 1
- Luano 2
- Kawama 1
- Kawama 2
- Kawama 3
- Kalukuluku 1
- Kalukuluku 2
- Matoleo 1
- Matoleo 2
- Shindaika
- Kanamba

## Histoire

### Création
Sa création remonte à l'année 1955, au cours de laquelle d'importants problèmes de logement se posent à Lubumbashi, la capitale du cuivre. En réponse aux problèmes de logement, les autorités coloniales de l'époque ont mis en place des politiques obligeant les entreprises minières à fournir des logements à leurs employés. Cette décision donne naissance aux cités de Nyanshi (aujourd’hui Kenya), Albert (aujourd’hui Kamalondo) et de Katuba, avec le concours de l’organisme Fonds d’Avance.
Pour le quartier de la Rwashi, les maisons sont construites par l'Office des cités africaines, créé dans le pays par le décret du 30 mai 1952. Les travaux de construction commencent en 1954 avec le quartier Bendera I et II et quartier V, aujourd’hui appelé Matoleo I. Les maisons ainsi construites sont louées aux Noirs par l’intermédiaire de la colonie. C’est en 1955 que les quartiers de la Rwashi hébergent leurs premiers habitants.
L’arrêté du gouverneur de province du 25 juin 1955 crée le quartier de Rwashi. L’administration de cette nouvelle cité est confiée au Belge Jean-Jacques Dhont. Par l'arrêté du 15 novembre 1956, le gouverneur de province subdivise le centre extra-coutumier d’Élisabethville en quatre quartiers : Kamalondo (Albert), Kenya (Nyanshi), Katuba et Rwashi.
Pour établir le plan d’aménagement, le constructeur de Rwashi se base sur le plan de l’urbaniste belge Noël van Mallechen.
La Rwashi est un ancien camp d’acclimatation de l’union minière du Haut Katanga. Ces camps hébergent les travailleurs recrutés en dehors de la province du Katanga et ont pour objectif de leur permettre de s’adapter au climat local avant de descendre dans les usines et ateliers. C’est le cas des travailleurs en provenance du Bas-Congo et de la Rhodésie du Nord (aujourd’hui Zambie), qui sont acclimatés à l’emplacement actuel de la commune de Rwashi.
Après l’indépendance de la république démocratique du Congo, l'Office national du logement (ONL, aujourd'hui disparu) est chargé de la gestion des maisons laissées par l’Office des cités africaines (OCA). Entre 1950 et la fin de l'année 1998, la population de Rwashi connaît une augmentation significative, passant de 3 176 à 12 408 habitants.
Peu après sa fondation, la commune de Rwashi reçoit le soutien de l'association Solvay dans le développement de ses services sociaux.
En application du décret-loi du 26 mai 1957 relatif à l’organisation des villes du Congo, le gouverneur de province signe l’arrêté N°11/160 du 17 octobre 1957. Ce dernier consacre la naissance et la délimitation des communes Élisabeth (Lubumbashi), Albert, Kenya, Rwashi, Katuba et de la zone annexe.

### Agrandissement
Lors de sa création, la commune de Rwashi I ne compte que trois quartiers : Quartier I, II et V. Au fil du temps, le nombre de quartiers passe de trois à sept : Bendera, Congo, Kalukuluku, Luano, Matoleo, Kawama et Shindaika.
En réponse à l'agrandissement de certains quartiers et à une augmentation significative de la population, la commune de Rwashi procède à la subdivision de six de ses quartiers. En conséquence, le nombre total de quartiers passe de 7 à 14. De plus, en raison de l'étendue considérable du quartier de Luano II, qui s'étire sur plus de quinze kilomètres, un projet de division supplémentaire est envisagé, ce qui devrait mener à la création de deux nouveaux quartiers : Luano Rva et Kanamba.

### Insécurité
En octobre 2019 a lieu une incursion de miliciens Maï-Maï, ce qui provoque la « panique générale » des habitants de Rwashi.
Le 11 décembre 2019, un employé de Rwashi Mining est tué par des hommes en armes. Cet homicide fait suite au double meurtre d'un couple la semaine précédente. Le site Actualite.cd pointe une « situation d'insécurité qui a tendance à perdurer et à se généraliser ».

## Politique et administration
Brigitte Muteba Byamungu est bourgmestre de Rwashi.

## Économie
Rwashi Mining est une entreprise minière implantée à Rwashi. En janvier 2020, elle signe un cahier des charges avec la commune, qui « définit la responsabilité sociale vis-à-vis des communautés locales affectées par les activités minières ». En mai, elle rachète le cimetière de Luano, situé dans la commune.